# Mirosław Obłoński
Mirosław Obłoński (Miki Obłoński; ur. 17 lipca 1938 w Warszawie, zm. 23 października 2023) – polski autor tekstów, piosenkarz, artysta Piwnicy pod Baranami.

## Życiorys
Ukończył historię sztuki na Uniwersytecie Jagiellońskim. W 1957 dołączył do zespołu Piwnicy pod Baranami. Na Festiwalu Polskiej Piosenki Opole 1963 otrzymał I nagrodę wraz z Piwnicą pod Baranami, a w 1964 wspólnie z Ewą Sadowską wyróżnienie za wykonanie piosenki Niebieska patelnia. Od 1973 współpracował z Redakcją Rozrywki OTV Kraków. W 1985 uzyskał eksternistyczny dyplom aktora. Pracował jako koordynator pracy artystycznej, redaktor programowy i zastępca dyrektora, m.in. w Teatrze im. Jana Kochanowskiego w Opolu, Teatrze STU i Starym Teatrze w Krakowie. Od 2003 był na emeryturze, ale nadal występował w Piwnicy pod Baranami.
Wspominał początki Piwnicy pod Baranami w filmie z cyklu Rozmowy z Piotrem (2011) zrealizowanym przez Wojciecha Morka i w filmie dokumentalnym Chłopaki z Piwnicy (2019) - reżyseria Maria Guzy. Jako aktor zagrał w  filmach Popioły i Drugi człowiek.